# Акупрессура
Акупрессура (точечный массаж) — метод альтернативной медицины, похожий на акупунктуру. Как и акупунктура, акупрессура основана на концепции жизненной энергии, которая протекает через «меридианы» в организме. При сеансах акупрессуры к точкам прикладывают физическое давление с целью устранения «закупорок» в этих меридианах. Давление может быть применено рукой, локтем или с помощью различных устройств, например, ковриков.

## Эффективность
Систематический обзор эффективности акупрессуры в 2011 году при лечении симптомов показал, что 35 из 43 рандомизированных контролируемых исследований пришли к выводу, что акупрессура была эффективной при лечении определенных симптомов; однако природа этих 43 исследований «указала на значительную вероятность предвзятости». Авторы этого систематического обзора пришли к выводу, что «обзор клинических испытаний за последнее десятилетие не обеспечил строгой поддержки эффективности точечного массажа для лечения симптомов. Для определения полезности и эффективности точечного массажа необходимы хорошо спланированные рандомизированные контролируемые исследования. управлять различными симптомами в ряде групп пациентов.".
Кокрановский обзор 2011 года четырех исследований с использованием акупунктуры и девяти исследований с использованием акупрессуры для контроля боли во время родов показал, что «акупунктура или акупрессура могут помочь облегчить боль во время родов, но необходимы дополнительные исследования». В другом обзоре Кокрановского сотрудничества было установлено, что массаж давал некоторую долговременную пользу при болях в пояснице, и указывалось: «кажется, что методы акупрессуры или точечного массажа обеспечивают большее облегчение, чем классический (шведский) массаж, хотя для подтверждения этого необходимы дополнительные исследования».
Quackwatch включает акупрессуру в список методов, которые не имеют «рационального места» в качестве массажной терапии, и утверждает, что практикующие врачи «могут также использовать иррациональные методы диагностики для постановки диагноза, который не соответствует научным представлениям о здоровье и заболевании».

### Точка акупунктуры P6
Браслет для акупрессуры, который, как утверждается, облегчает симптомы укачивания (Морская болезнь) и других форм тошноты, оказывает давление на точку акупунктуры P6, которая была тщательно исследована. Кокрановское сотрудничество проверило использование P6 для тошноты и рвоты и обнаружило, что он эффективен для уменьшения послеоперационной тошноты, но не рвоты. Кокрановский обзор включал различные средства стимуляции Р6, в том числе иглоукалывание, электроакупунктура, чрескожная нервная стимуляция, лазерная стимуляция, устройство для аустимуляции и точечный массаж; он не прокомментировал, являются ли одна или несколько форм стимуляции более эффективными; он обнаружил некачественные доказательства, подтверждающие стимуляцию P6 по сравнению с фиктивной, при этом 2 из 59 исследований имели низкий риск предвзятости. Обозреватель EBM Бандольер сказал, что P6 в двух исследованиях показал, что 52% пациентов из контрольной группы имели успех, по сравнению с 75% с P6.

## Критика
Клиническое использование точечного массажа часто опирается на концептуальные основы традиционной китайской медицины. Нет никаких физически проверяемых анатомических или гистологических оснований для существования точек акупунктуры или меридианов. 
Любая выгода от точечного массажа может быть вызвана эффектом плацебо.

## История вопроса
На арену Европы после акупунктуры вышла акупрессура — лечение через давление на определённые точки тела. Она опирается на опыт старинного китайского метода лечения иглоукалыванием, который использовался старейшей медициной в мире, китайской, ещё 3000 лет до н. э. Своё происхождение ведёт от религии старого Китая, а обоснование — в китайской философии. Передавалась устно из поколения в поколение, и в 4 и 3 столетии до н. э. была дана через философскую школу моизма.
В XX веке акупрессура изучалась специалистами с чисто утилитарной точки зрения.

## Основные положения акупрессуры
Акупрессура предполагает воздействие на те же точки, что и иглоукалывание. При этом используются направляющие линии — «меридианы», — которые невидимо пролегают через весь организм человека и ведут к вышеупомянутым точкам. Эти «меридианы», 14 направляющих линий, связывают между собой определённые группы органов. Каждый меридиан «несёт ответственность» за какой-либо отдельный орган или область тела. Ко всем 14-ти меридианам привязаны 5 видов различных точек (гармонизирующие, инициативные, успокаивающие, точки тревоги («мо»), ещё один вид специальных точек), которые имеют различные способы действия. Чтобы повлиять на эти точки, есть три правила: легко вращающиеся движения, движения средней мощности, сильное давление (большим пальцем или суставом согнутого пальца).